# 亚历山德罗·里沃尔塔
亚历山德罗·里沃尔塔（義大利語：Alessandro Rivolta，1962年6月9日—），意大利前男子射箭运动员。他曾代表意大利参加1992年夏季奥林匹克运动会射箭比赛男子个人和男子团体两个小项。